# Xyris

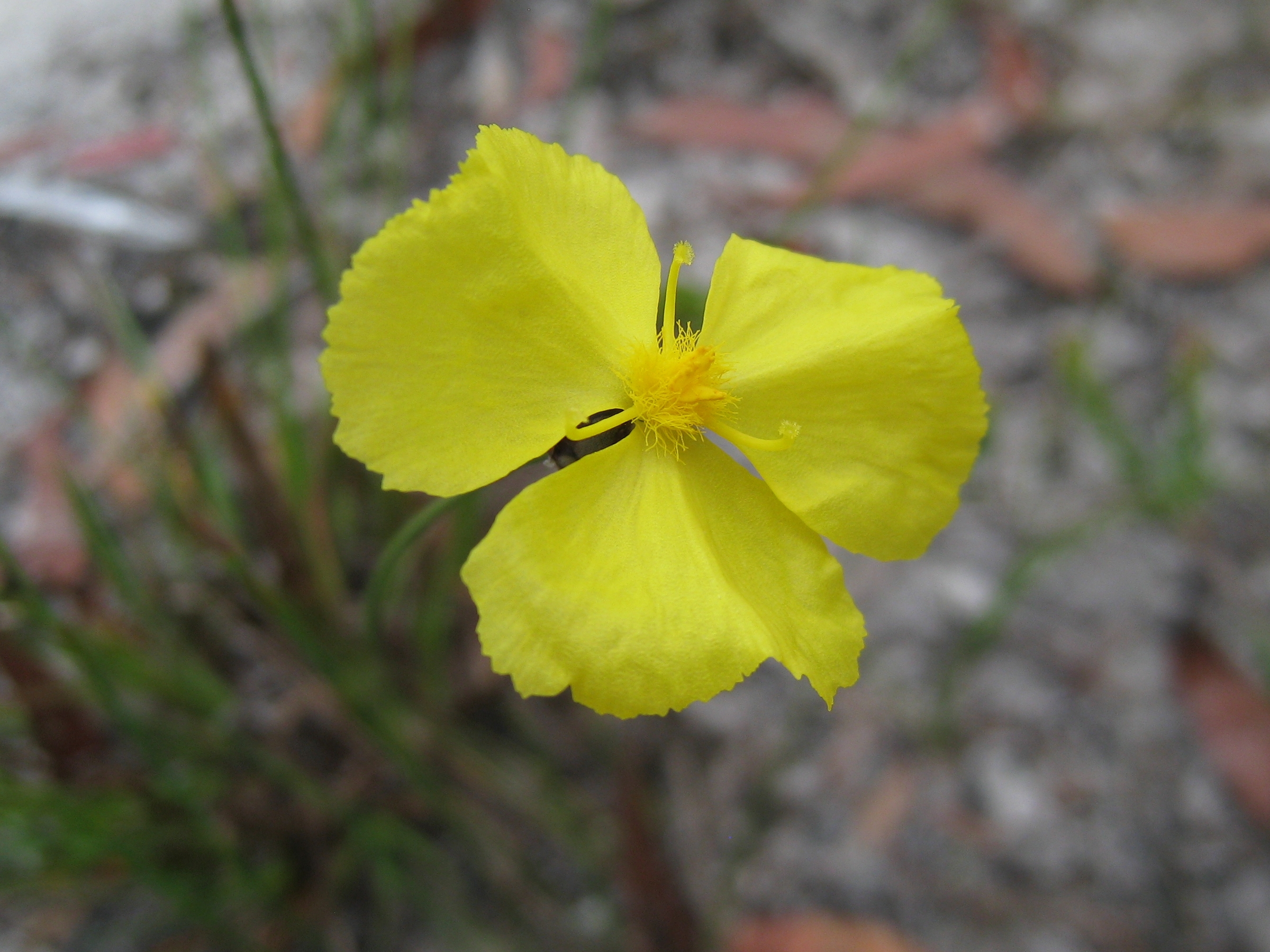
Xyris bracteata

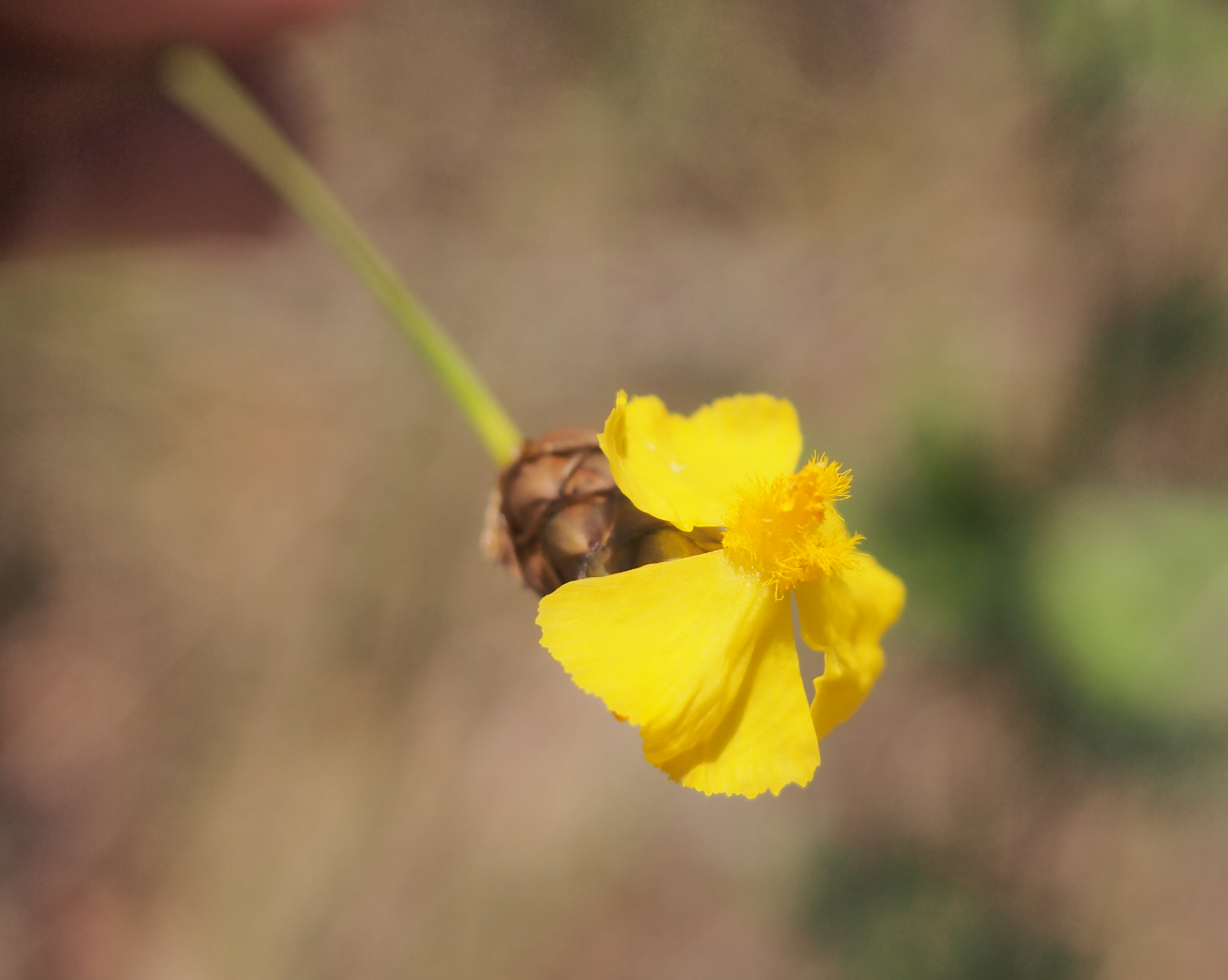
Xyris complanata

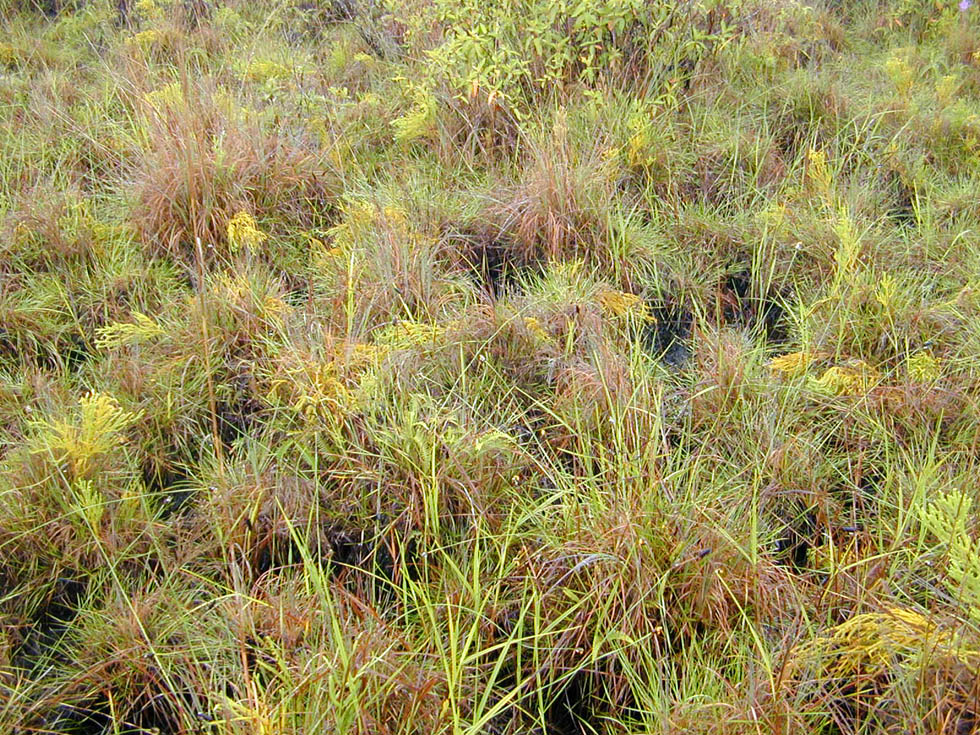
Zbiorowisko z Xyris complanata

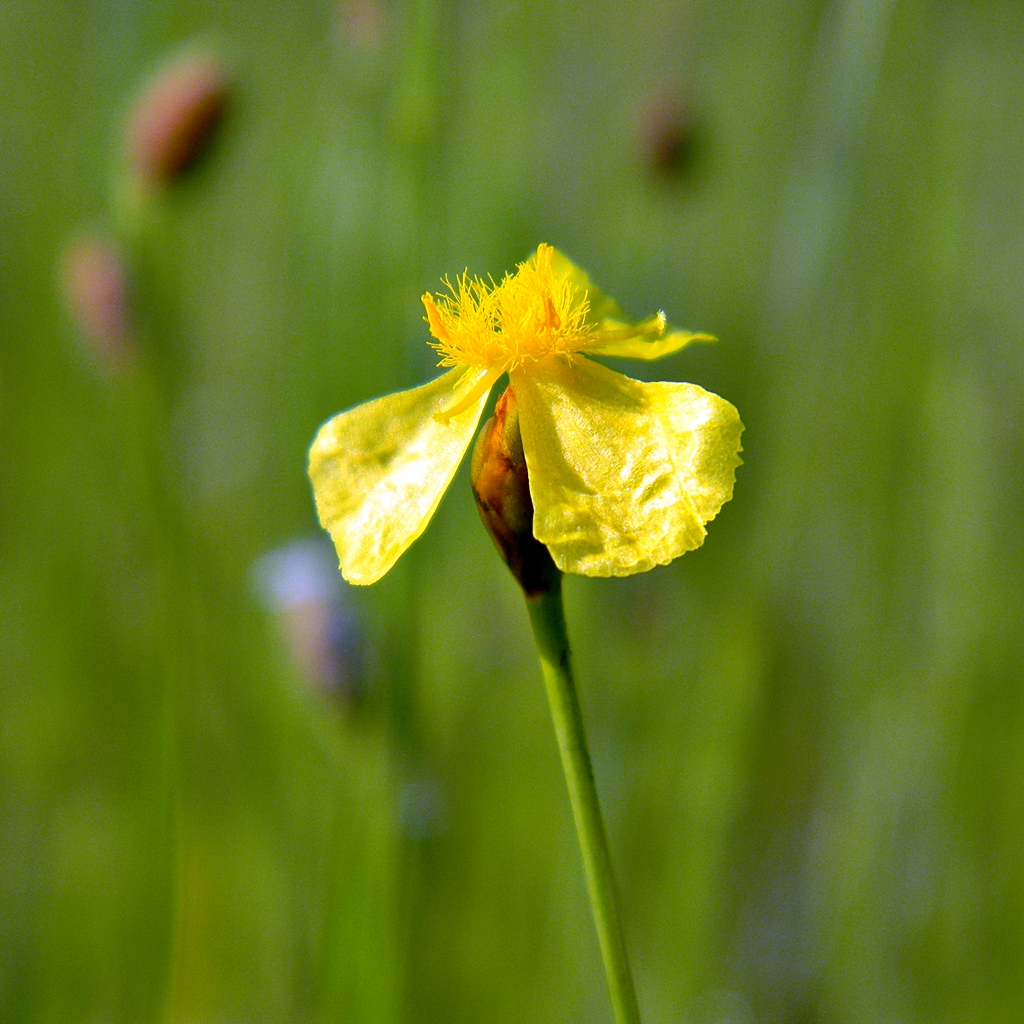
Xyris difformis

Xyris – rodzaj roślin jednoliściennych z rodziny łuczydłowatych. Obejmuje co najmniej 250 gatunków, a według The Plants of World Online nawet 380. Rośliny te są szeroko rozprzestrzenione w strefie tropikalnej, subtropikalnej i ciepłego klimatu umiarkowanego na wszystkich kontynentach poza Europą, we wschodniej części Ameryki Północnej sięgają na północy po Kanadę. Główne ośrodki zróżnicowania znajdują się na Wyżynie Gujańskiej oraz w Amazonii (w Brazylii rośnie 150 gatunków), a mniejsze w Afryce subsaharyjskiej (występuje tam co najmniej 25 gatunków) i Australazji (w Australii obecnych jest 20 gatunków, z czego 17 to endemity, w południowo-wschodniej Azji – 18 gatunków). Rośliny siedlisk mokradłowych. Ich kwiaty zapylane są przez owady, a drobne nasiona roznoszone są przez wiatr.
Kilka gatunków z tego rodzaju sadzonych jest jako rośliny ozdobne. Liście X. indica z południowej i południowo-wschodniej Azji oraz liście i korzenie innych gatunków z Ameryki Południowej wykorzystywane są do leczenia chorób skóry. Z pędów X. capensis wykonywane są figurki wystawiane w świątyniach hinduistycznych na Jawie. Ten sam gatunek służy także do wyplatania mat i wyrobu sitek do cedzenia piwa. W południowej Afryce z jego korzeni sporządza się wyciąg zwany iNgxambothi, który przez młodych mężczyzn jest stosowany w czasie zalotów do wywoływania wymiotów. X. indica i X. pauciflora są chwastami pól ryżowych w Azji.
W XIX wieku zaproponowane zostały dla rodzaju polskie nazwy zwyczajowe – łositno i łuszczydło, ale nie są używane (obecna w źródłach współczesnych nazwa rodziny sugeruje nazwę łuczydło, ale i ona nie jest stosowana). 

## Morfologia

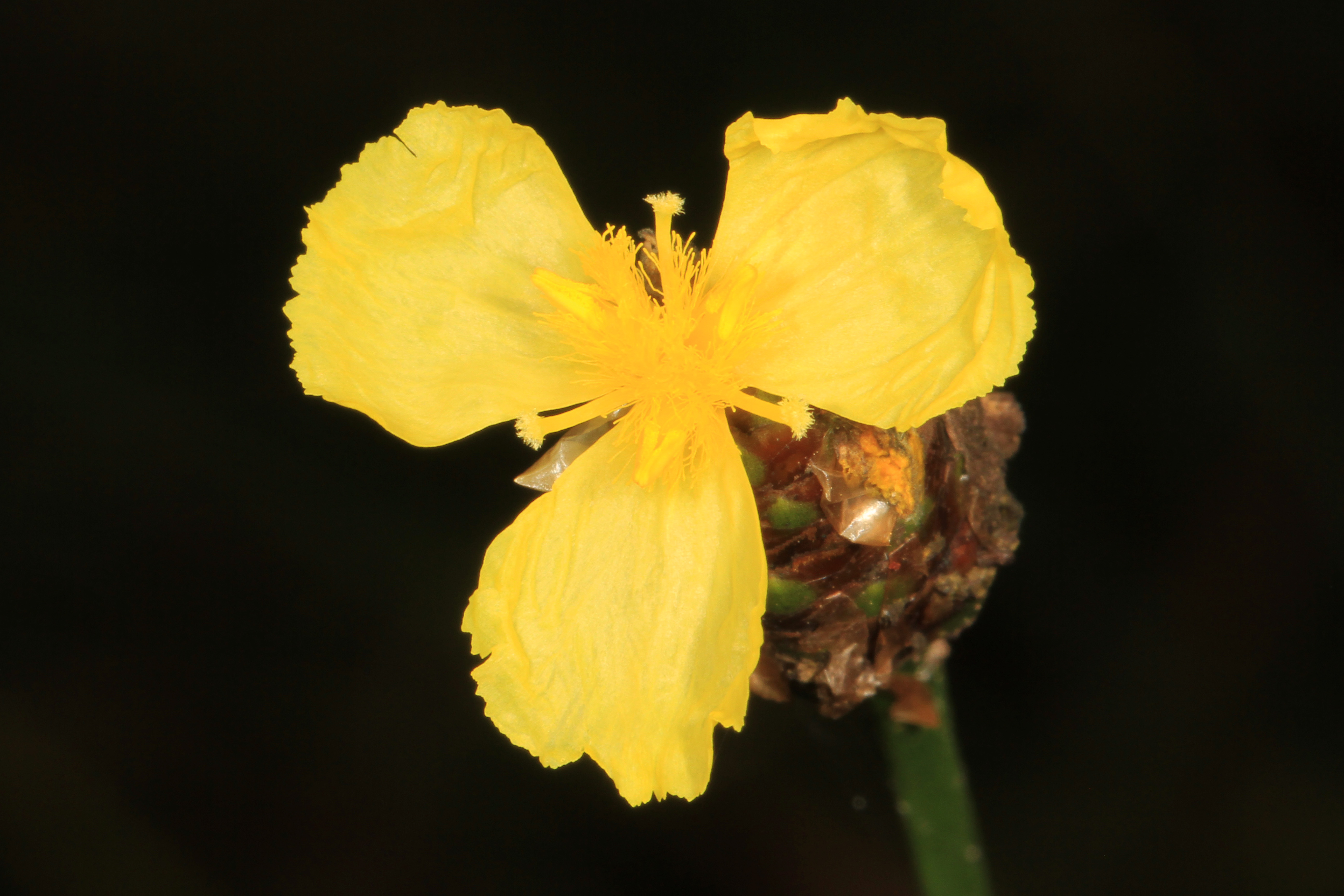
Xyris fimbriata

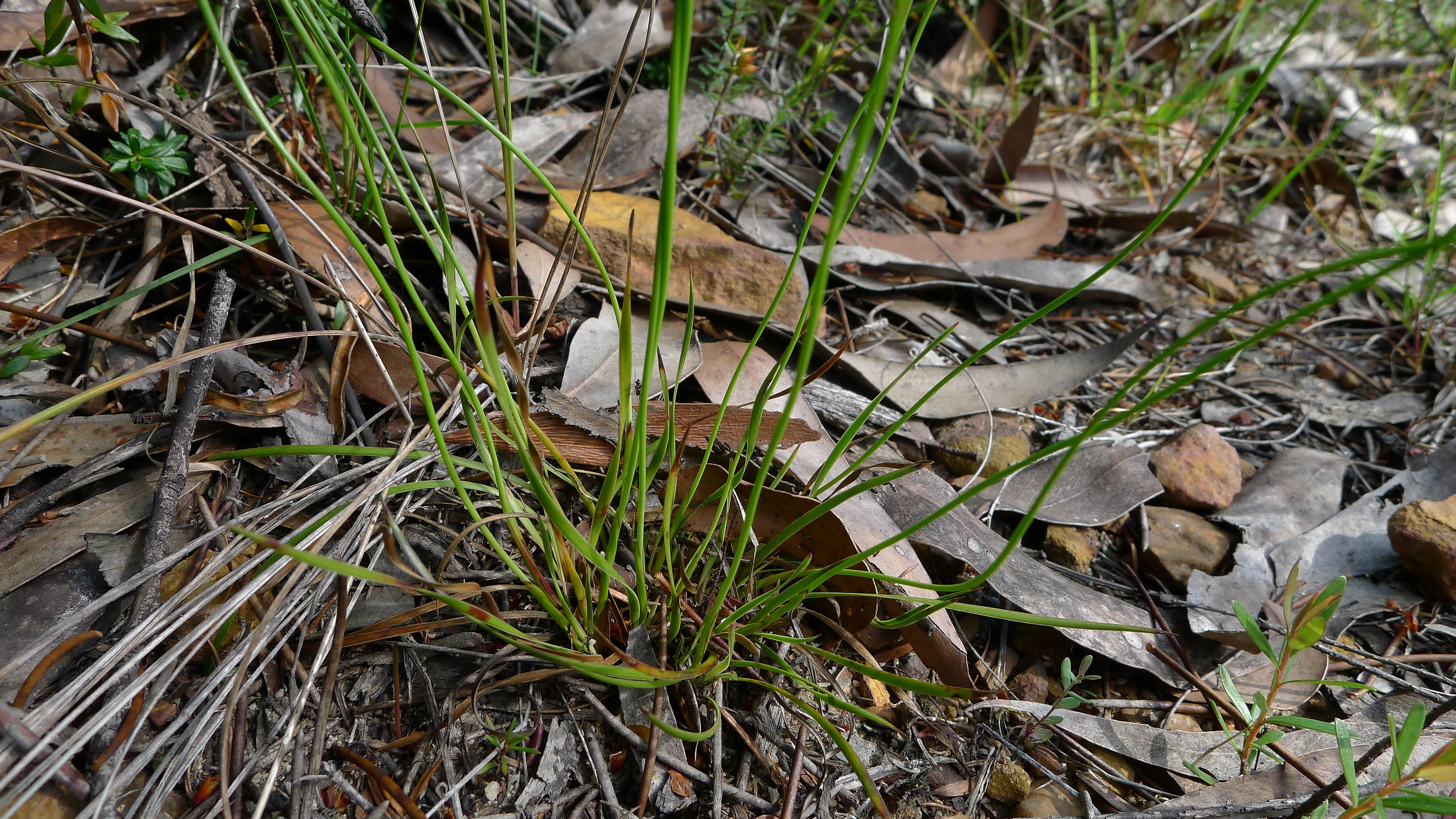
Liście Xyris gracilis

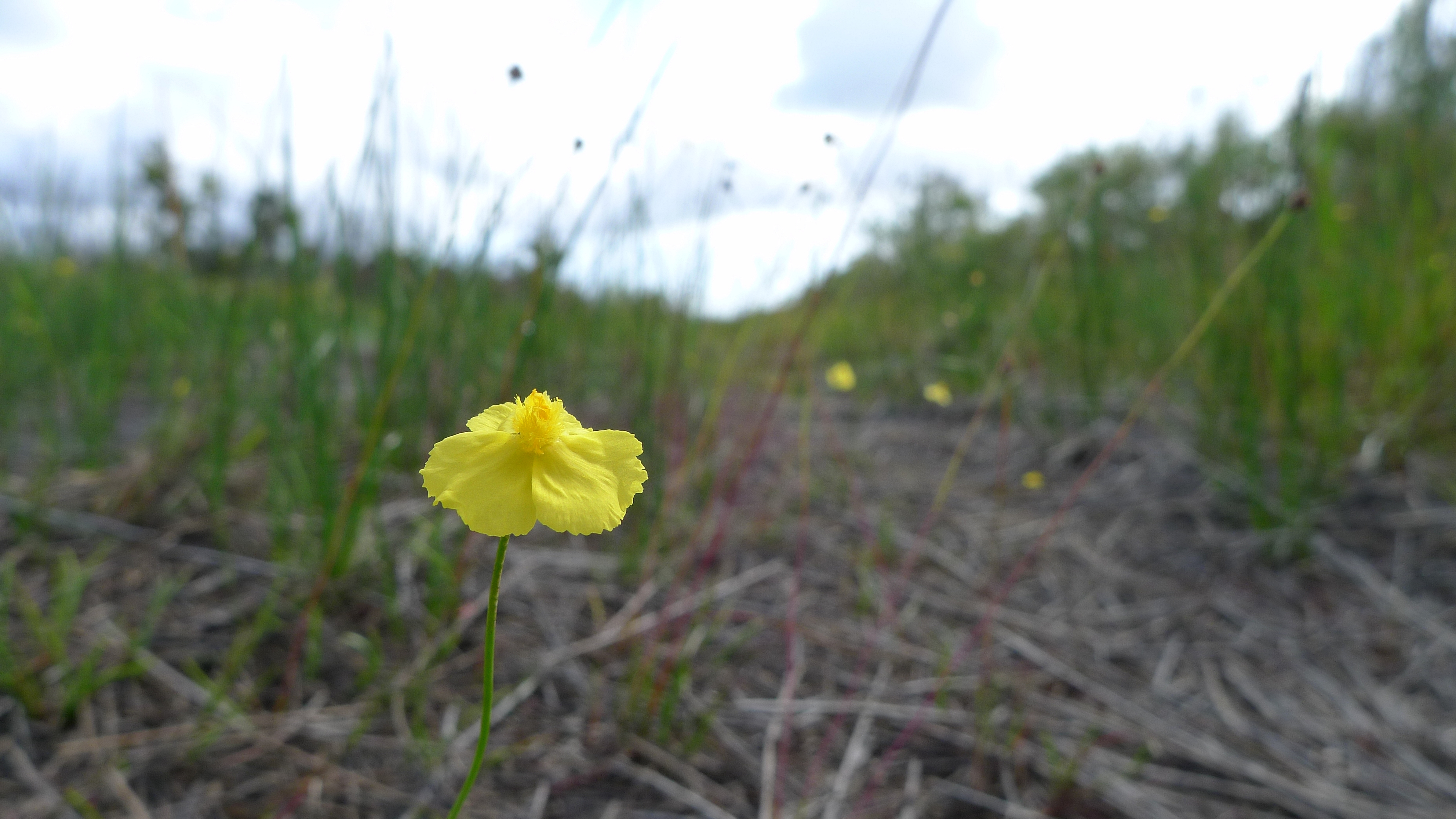
Xyris juncea

PokrójByliny, rzadko rośliny jednoroczne z łodygami pojedynczymi, prosto wzniesionymi, zawsze bruzdowanymi lub kanciastymi. Tworzą kępy. Kłącza, jeśli występują, są krótkie, poziomo rosnące lub podnoszące się. Czasem rośliny bulwiaste.
LiścieMieczowate, podobne do liści kosaćca, płaskie do obłych i nitkowatych. Liście skupione są u nasady pędu, wyrastają skrętolegle naprzemianlegle lub w dwóch rzędach. U części gatunków języczek liściowy jest obecny, u innych nie. Blaszka i pochwa liściowa różnie wykształcone (gładkie, szorstkie, orzęsione), zgrubiałe u nasady lub nie, liście różnie zakończone (kapturkowato, szydlaście, ostro lub tępo) – cechy budowy liścia są istotną cechą diagnostyczną.
KwiatySkupione w szczytowy kwiatostan na bezlistnej łodydze (głąbiku). Gęste i krótkie kłosy lub główki tworzone są przez ciasno wyrastające przysadki, które w dole kwiatostanu są płonne i tylko z kątów górnych przysadek rozwijają się pojedyncze kwiaty. Zewnętrzny okółek okwiatu ma symetrię grzbiecistą – dwa listki są zielone, a jeden jest błoniasty i wyraźnie większy od pozostałych (otula rozwijający się kwiat). Wewnętyrzny okółek ma trzy okazałe, choć krótkotrwałe, symetryczne listki z wyraźnym paznokciem. Listki te zwykle są żółte, czasem białe, rzadko niebieskie. Pręcikowie składa się z dwóch okółków. Zewnętrzny to trzy prątniczki, często rozgałęzione widełkowato, rzadziej nitkowate lub zanikłe, zwykle owłosione. Pręciki okółka wewnętrznego zrośnięte są z listkami okwiatu. Słupek z trzech zrośniętych owocolistków. Walcowata szyjka słupka na szczycie z trójdzielnym znamieniem.
OwoceWielonasienne, cienkościenne torebki otwierdzające się wzdłuż trzech szwów. Nasiona jajowate do kulistych od 0,3 do 1 mm średnicy, wyjątkowo do 4 mm, z prążkowaną łupiną nasienną.

## Systematyka

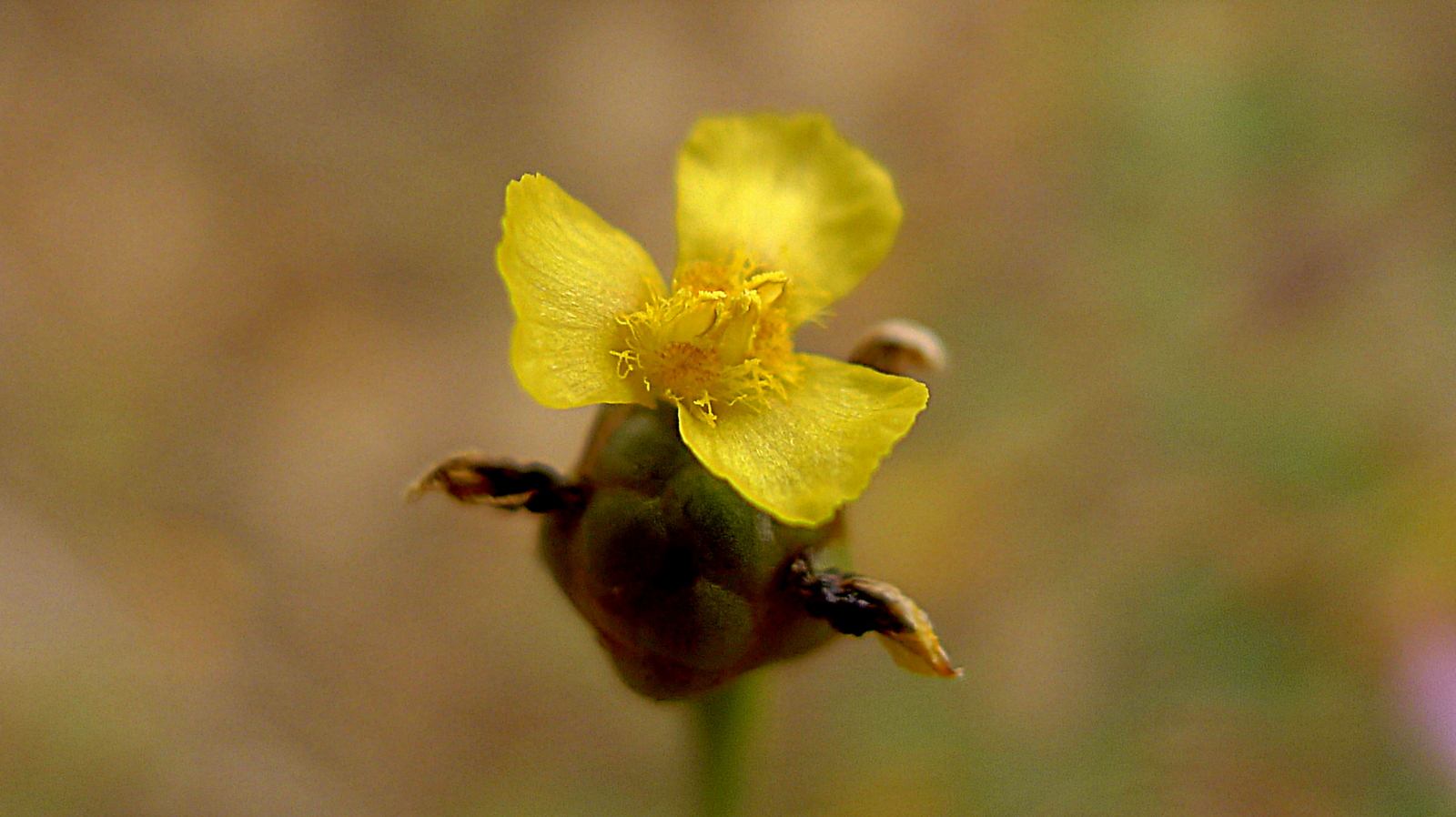
Xyris jupicai

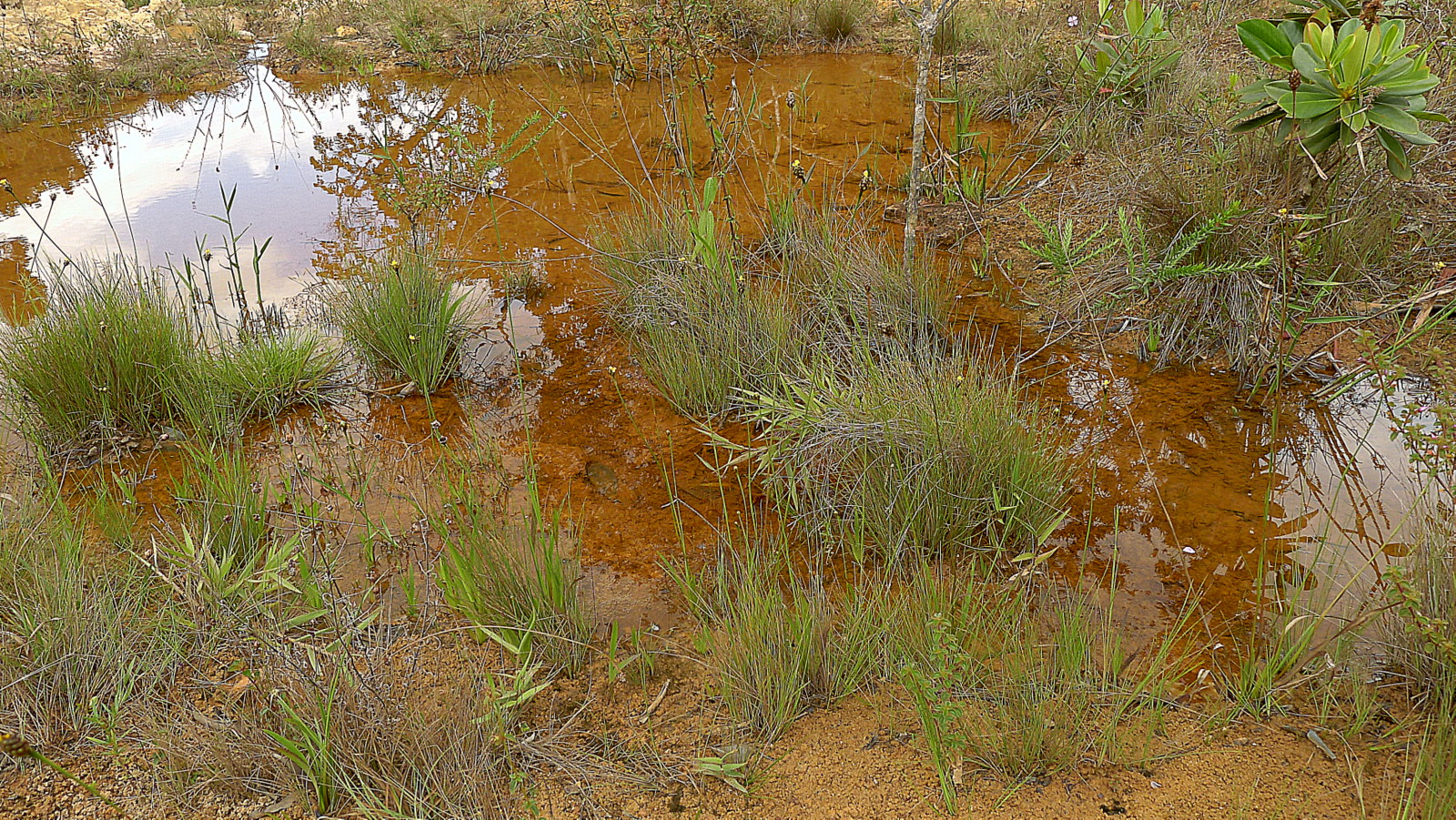
Siedlisko Xyris jupicai

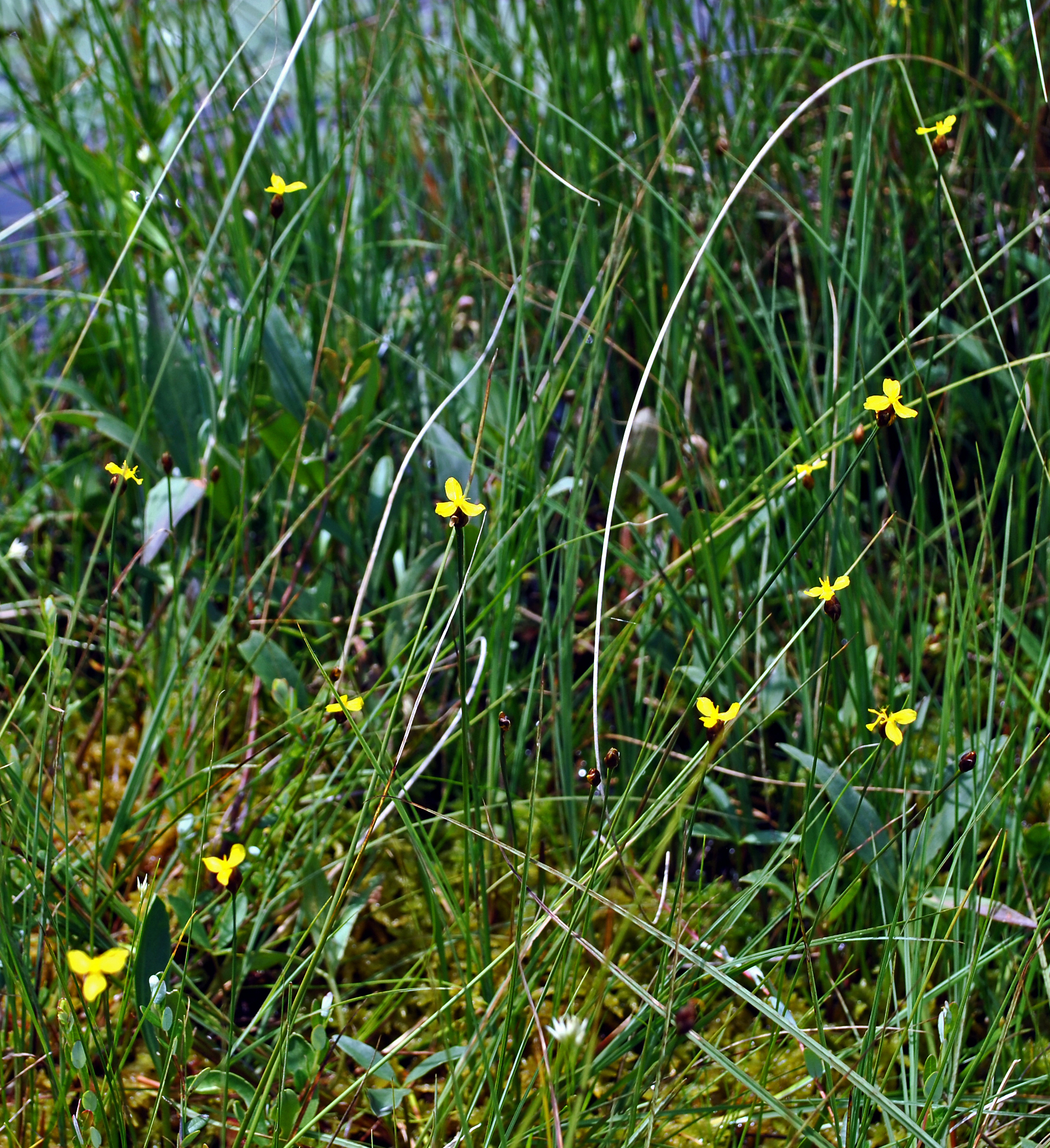
Xyris montana

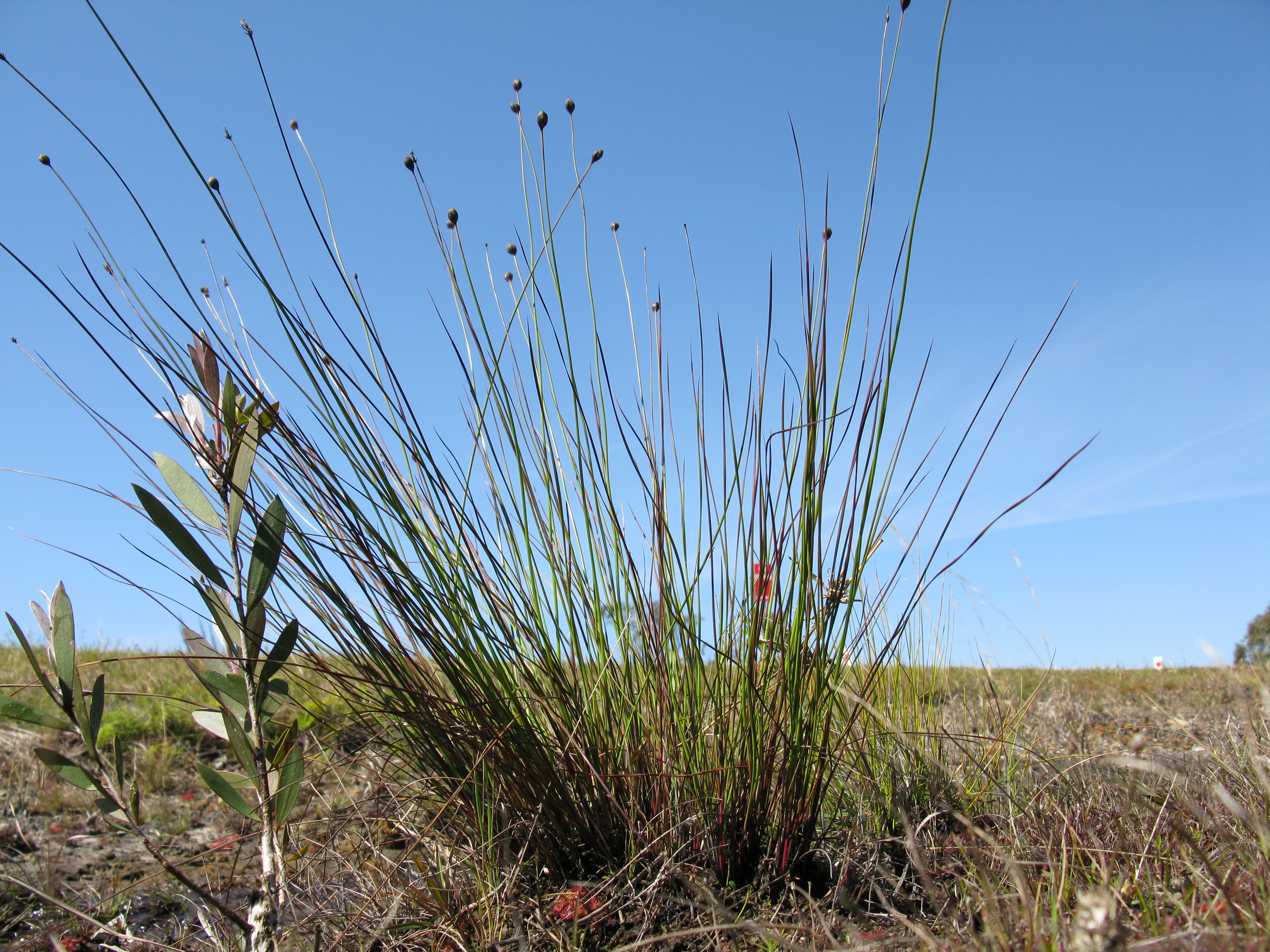
Xyris operculata – pokrój

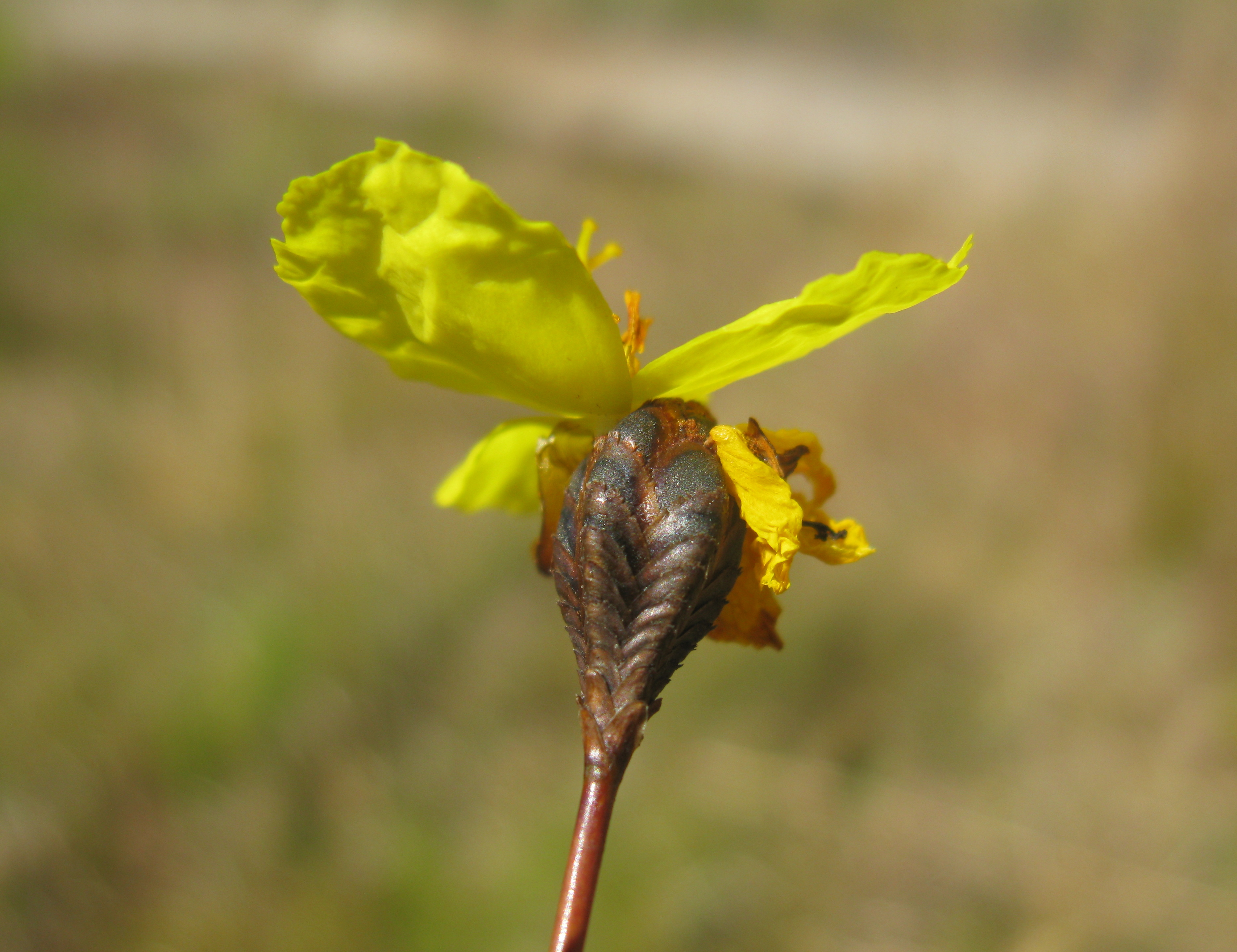
Xyris operculata – kwiat

Rodzaj wyodrębniany jest w monotypową podrodzinę Xyridoideae Arnott w obrębie rodziny łuczydłowatych Xyridaceae  C. Agardh.
Wykaz gatunków
- Xyris aberdarica Malme
- Xyris acrophila Malme
- Xyris affinis Welw. ex Rendle
- Xyris albescens Steyerm.
- Xyris almae Kral & Wand.
- Xyris ambigua Beyr. ex Kunth
- Xyris amorimii Kral
- Xyris anamariae Wand. & Kral
- Xyris anceps Lam.
- Xyris andina Malme
- Xyris angularis N.E.Br.
- Xyris angustifolia De Wild. & T.Durand
- Xyris anisophylla Welw. ex Rendle
- Xyris apureana Kral & L.B.Sm.
- Xyris aquatica Idrobo & L.B.Sm.
- Xyris aracamunae Kral
- Xyris arachnoidea Maguire & L.B.Sm.
- Xyris araracuarae Maguire & L.B.Sm.
- Xyris archeri L.B.Sm. & Downs
- Xyris aristata N.E.Br.
- Xyris asperula Mart.
- Xyris asterotricha Lock
- Xyris atrata Malme
- Xyris atriceps Malme
- Xyris atrospicata Wand. & J.S.Guedes
- Xyris atrovirida Doust & B.J.Conn
- Xyris augusto-coburgii Szyszyl. ex Beck
- Xyris aurea L.B.Sm. & Downs
- Xyris bahiana Malme
- Xyris baldwiniana Schult.
- Xyris bampsii Lisowski
- Xyris bancana Miq.
- Xyris barteri N.E.Br.
- Xyris bialata Malme
- Xyris bicarinata Griseb.
- Xyris bicephala Gleason
- Xyris bicostata Maguire & L.B.Sm.
- Xyris bissei Urquiola & Kral
- Xyris bituberosa Phonsena & Chantar.
- Xyris blanchetiana Malme
- Xyris blepharophylla Mart.
- Xyris boliviana Kral
- Xyris borneensis Rendle
- Xyris brachyfolia Kral & Wand.
- Xyris brachysepala Kral
- Xyris bracteata R.Br.
- Xyris bracteicaulis E.P.Bicknell ex L.M.Campb.
- Xyris brevifolia Michx.
- Xyris buengkanensis Phonsena & Chantar.
- Xyris byssacea Kral
- Xyris cachimbensis L.B.Sm. & Downs
- Xyris calcicola E.L.Bridges & Orzell
- Xyris calderonii Kral, L.B.Sm. & Wand.
- Xyris calostachys Paulsen ex Warm.
- Xyris caparaoensis Wand.
- Xyris capensis Thunb.
- Xyris capillaris Malme
- Xyris capnoides Malme
- Xyris carinata Maguire & L.B.Sm.
- Xyris caroliniana Walter
- Xyris celiae L.B.Sm. & Downs
- Xyris cervii E.D.Lozano & Wand.
- Xyris chapmanii E.L.Bridges & Orzell
- Xyris cheumatophila Doust & B.J.Conn
- Xyris chimantae Kral & L.B.Sm.
- Xyris ciliata Thunb.
- Xyris cipoensis L.B.Sm. & Downs
- Xyris columbiana Malme
- Xyris complanata R.Br.
- Xyris concinna N.E.Br.
- Xyris confusa L.B.Sm. & Downs
- Xyris congensis Büttner
- Xyris connosepala Lanj. & Lindeman
- Xyris consanguinea Kunth
- Xyris consolida Kral & L.B.Sm.
- Xyris contracta Maguire & L.B.Sm.
- Xyris coronata Haines
- Xyris correlliorum E.L.Bridges & Orzell
- Xyris coutensis Wand. & Cerati
- Xyris crassifunda Kral
- Xyris cryptantha Maguire & L.B.Sm.
- Xyris cuatrecasana Idrobo & L.B.Sm.
- Xyris culmenicola Steyerm.
- Xyris curassavica Kral & Urquiola
- Xyris cylindrostachya Kral & Wand.
- Xyris cyperoides Gleason
- Xyris dardanoi Wand.
- Xyris dawsonii L.B.Sm. & Downs
- Xyris decipiens N.E.Br.
- Xyris decussata Gleason
- Xyris delicatula Maguire & L.B.Sm.
- Xyris densa Malme
- Xyris diamantinae Malme
- Xyris diaphanobracteata Kral & Wand.
- Xyris difformis Chapm.
- Xyris dilatatiscapa Kral & Jans.-Jac.
- Xyris dissimilis Malme
- Xyris dissitifolia Kral & Wand.
- Xyris disticha L.B.Sm. & Downs
- Xyris downsiana L.B.Sm.
- Xyris drummondii Malme
- Xyris ednae Lock
- Xyris egleri L.B.Sm. & Downs
- Xyris ekmanii Malme
- Xyris elegantula Malme
- Xyris eleocharoides Kral & L.B.Sm.
- Xyris elliottii Chapm.
- Xyris emarginata Phonsena & Chantar.
- Xyris erosa Lock
- Xyris erubescens Rendle
- Xyris esmeraldae Steyerm.
- Xyris exigua Malme
- Xyris exilis Doust & B.J.Conn
- Xyris fallax Malme
- Xyris ferreirae Kral
- Xyris festucifolia Hepper
- Xyris fibrosa Kral & Wand.
- Xyris filifolia L.A.Nilsson
- Xyris filiformis Lam.
- Xyris fimbriata Elliott
- Xyris flabelliformis Chapm.
- Xyris flexifolia R.Br.
- Xyris floridana (Kral) E.L.Bridges & Orzell
- Xyris foliolata L.A.Nilsson
- Xyris formosana Hayata
- Xyris fredericoi Wand.
- Xyris frequens Maguire & L.B.Sm.
- Xyris friesii Malme
- Xyris frondosa Maguire & L.B.Sm.
- Xyris fugaciflora Rendle
- Xyris fuliginea Kral & L.B.Sm.
- Xyris fusca L.A.Nilsson
- Xyris gerrardii N.E.Br.
- Xyris glandacea L.A.Nilsson
- Xyris globosa L.A.Nilsson
- Xyris glochidiata Kral & L.B.Sm.
- Xyris gongylospica Kral
- Xyris gossweileri Malme
- Xyris goyazensis Malme
- Xyris gracilis R.Br.
- Xyris gracillima F.Muell.
- Xyris graminosa Pohl ex Mart.
- Xyris grandiceps Griseb.
- Xyris grandis Ridl.
- Xyris graniticola Kral
- Xyris graomogolensis Wand. & Kral
- Xyris grisebachii Malme
- Xyris guaranitica Malme
- Xyris guianensis Steud.
- Xyris guillauminii Conert
- Xyris guillenii Kral
- Xyris harleyi Kral & L.B.Sm.
- Xyris hatschhachii L.B.Sm. & Downs
- Xyris hilariana Malme
- Xyris huberi Kral & L.B.Sm.
- Xyris huillensis Rendle
- Xyris humpatensis N.E.Br.
- Xyris hymenachne Mart.
- Xyris hystrix Seub.
- Xyris imitatrix Malme
- Xyris inaequalis N.A.Wakef.
- Xyris indica L.
- Xyris indivisa N.A.Wakef.
- Xyris insignis L.A.Nilsson
- Xyris intersita Malme
- Xyris involucrata Nees
- Xyris isoetifolia Kral
- Xyris itambensis Kral & Wand.
- Xyris itatiayensis (Malme) Wand. & Sajo
- Xyris jataiana Kral & Wand.
- Xyris jolyi Wand. & Cerati
- Xyris juncea R.Br.
- Xyris juncifolia Maguire & L.B.Sm.
- Xyris jupicai Rich.
- Xyris kibaraensis Lisowski
- Xyris kornasiana Brylska & Lisowski
- Xyris kradungensis B.Hansen
- Xyris kralii Wand.
- Xyris kukenaniana Kral
- Xyris kundelungensis Brylska
- Xyris kwangolana P.A.Duvign. & Homes
- Xyris labatii Rakoton., Callm. & Phillipson
- Xyris lacera R.Br.
- Xyris lacerata Pohl ex Seub.
- Xyris laevigata L.A.Nilsson
- Xyris lagoinhae Kral & L.B.Sm.
- Xyris lanata R.Br.
- Xyris laniceps Lock
- Xyris lanuginosa Seub.
- Xyris lanulobractea Steyerm.
- Xyris laxiflora F.Muell.
- Xyris laxifolia Mart.
- Xyris lejolyana Lisowski
- Xyris leonensis Hepper
- Xyris liesneri Kral
- Xyris linifolia P.Royen
- Xyris lithophila Kral & L.B.Sm.
- Xyris lobbii Rendle
- Xyris lomatophylla Mart.
- Xyris longibracteata Britton & P.Wilson
- Xyris longifolia Mart.
- Xyris longiscapa L.A.Nilsson
- Xyris longisepala Kral
- Xyris lucida Malme
- Xyris luetzelburgii Malme
- Xyris lugubris Malme
- Xyris lutescens Kral & Wand.
- Xyris macbrideana L.B.Sm. & Downs
- Xyris machrisiana L.B.Sm. & Downs
- Xyris madagascariensis Malme
- Xyris makuensis N.E.Br.
- Xyris mallocephala Lock
- Xyris malmeana L.B.Sm.
- Xyris mantuensis Urquiola & Kral
- Xyris maparecida Wand., J.S.Guedes & Silva-Cobra
- Xyris marginata Rendle
- Xyris marojejyensis Lock, Rakoton., Callm. & Phillipson
- Xyris maxima Doust & B.J.Conn
- Xyris melanopoda L.B.Sm. & Downs
- Xyris melanovaginata Kral & L.B.Sm.
- Xyris mello-barretoi L.B.Sm. & Downs
- Xyris membranibracteata Kral & L.B.Sm.
- Xyris mentiens Lock
- Xyris mertensiana Körn. ex Malme
- Xyris metallica Klotzsch ex Seub.
- Xyris mexiae Malme
- Xyris mexicana S.Watson
- Xyris mima L.B.Sm. & Downs
- Xyris minarum Seub.
- Xyris montana Ries
- Xyris moraesii L.B.Sm. & Downs
- Xyris morii Kral & L.B.Sm.
- Xyris mucujensis Kral & L.B.Sm.
- Xyris muelleri Malme
- Xyris nanuzae Wand.
- Xyris natalensis L.A.Nilsson
- Xyris navicularis Griseb.
- Xyris neblinae Maguire & L.B.Sm.
- Xyris neglecta L.A.Nilsson
- Xyris neocaledonica Rendle
- Xyris nervata Wand. & N.Mota
- Xyris nigra N.Mota & Wand.
- Xyris nigrescens Kral
- Xyris nigricans L.A.Nilsson
- Xyris nilssonii Malme
- Xyris nivea Welw. ex Rendle
- Xyris nubigena Kunth
- Xyris obcordata Kral & Wand.
- Xyris oblata Kral & L.B.Sm.
- Xyris obscura N.E.Br.
- Xyris obtusiuscula L.A.Nilsson
- Xyris oligantha Steud.
- Xyris operculata Labill.
- Xyris organensis Malme
- Xyris ornithoptera Lock
- Xyris oxylepis Idrobo & L.B.Sm.
- Xyris paleacea Kral & Urquiola
- Xyris pallidula Kral & Wand.
- Xyris panacea L.C.Anderson & Kral
- Xyris pancheri Rendle
- Xyris paradisiaca Wand.
- Xyris paraensis Poepp. ex Kunth
- Xyris parvula Malme
- Xyris pauciflora Willd.
- Xyris pectinata Kral, L.B.Sm. & Wand.
- Xyris peteri Poelln.
- Xyris phaeocephala Kral & Wand.
- Xyris picea Kral & Wand.
- Xyris pilosa Kunth
- Xyris piranii Wand.
- Xyris pirapamae Wand. & J.S.Guedes
- Xyris piraquarae L.B.Sm. & Downs
- Xyris piresiana L.B.Sm. & Downs
- Xyris plantaginea Mart.
- Xyris platylepis Chapm.
- Xyris platystachya Nilsson ex Malme
- Xyris popeana Lisowski
- Xyris porcata Lock
- Xyris porphyrea Lock
- Xyris pranceana Kral & Wand.
- Xyris pratensis Maguire & L.B.Sm.
- Xyris prolificans Kral
- Xyris ptariana Steyerm.
- Xyris pterygoblephara Steud.
- Xyris pulchella Wand. & N.Mota
- Xyris pumila Rendle
- Xyris ramboi L.B.Sm. & Downs
- Xyris regnellii L.A.Nilsson
- Xyris rehmannii L.A.Nilsson
- Xyris reitzii L.B.Sm. & Downs
- Xyris retrorsifimbriata Kral & L.B.Sm.
- Xyris rhodolepis (Malme) Lock
- Xyris rigida Kunth
- Xyris rigidiformis Malme
- Xyris riopretensis N.Mota & Wand.
- Xyris riparia Maguire & L.B.Sm.
- Xyris roraimae Malme
- Xyris rostrata Wand. & N.Mota
- Xyris roycei N.A.Wakef.
- Xyris rubella Malme
- Xyris rubrolimbata Heimerl
- Xyris rubromarginata Kral & L.B.Sm.
- Xyris rupicola Kunth
- Xyris sanguinea Verm. ex Malme
- Xyris savanensis Miq.
- Xyris scabridula Rendle
- Xyris scabrifolia R.M.Harper
- Xyris sceptrifera Kral & Wand.
- Xyris schizachne Mart.
- Xyris schliebenii Poelln.
- Xyris schneeana L.B.Sm. & Steyerm.
- Xyris scoparia N.Mota & Wand.
- Xyris serotina Chapm.
- Xyris setigera Oliv.
- Xyris seubertii L.A.Nilsson
- Xyris shepherdiana Wand. & J.S.Guedes
- Xyris sincorana Kral & Wand.
- Xyris smalliana Nash
- Xyris sororia Kunth
- Xyris sparsifolia Kral & L.B.Sm.
- Xyris spathacea Lanj.
- Xyris spathifolia Kral & Moffett
- Xyris spectabilis Mart.
- Xyris sphaerocephala Malme
- Xyris spinulosa Kral & L.B.Sm.
- Xyris spruceana Malme
- Xyris stenocephala Malme
- Xyris stenophylla L.A.Nilsson
- Xyris stenophylloides Malme
- Xyris stenostachya Steyerm.
- Xyris straminea L.A.Nilsson
- Xyris stricta Chapm.
- Xyris subasperula Kral
- Xyris subglabrata Malme
- Xyris submetallica Kral
- Xyris subsetigera Malme
- Xyris subtilis Lock
- Xyris subulata Ruiz & Pav.
- Xyris subuniflora Malme
- Xyris sulcatifolia Kral
- Xyris surinamensis A.Spreng.
- Xyris symoensii Brylska & Lisowski
- Xyris tasmanica (D.I.Morris) Doust & B.J.Conn
- Xyris tatei Malme
- Xyris teinosperma Idrobo & L.B.Sm.
- Xyris tenella Kunth
- Xyris tennesseensis Kral
- Xyris teres L.A.Nilsson
- Xyris teretifolia R.Br.
- Xyris terrestris Idrobo & L.B.Sm.
- Xyris thailandica Phonsena & Chantar.
- Xyris thysanolepis Maguire & L.B.Sm.
- Xyris tomentosa L.B.Sm. & Downs
- Xyris toronoana Kral
- Xyris torta Sm.
- Xyris tortilis Wand.
- Xyris tortula Mart.
- Xyris trachyphylla Mart.
- Xyris trachysperma Kral & Duiv.
- Xyris trichophylla Malme
- Xyris tristis L.B.Sm. & Downs
- Xyris tuberosa Ridl.
- Xyris uleana Malme
- Xyris uninervis Malme
- Xyris unistriata Malme
- Xyris ustulata L.A.Nilsson
- Xyris vacillans Malme
- Xyris valdeapiculata Kral
- Xyris valida Malme
- Xyris velutina N.Mota & Wand.
- Xyris veruina Malme
- Xyris vestita Malme
- Xyris villosicarinata Kral & Wand.
- Xyris vivipara Kunth
- Xyris wallichii Kunth
- Xyris wawrae Heimerl
- Xyris welwitschii Rendle
- Xyris witsenioides Oliv.
- Xyris wurdackii Maguire & L.B.Sm.
- Xyris xiphophylla Maguire & L.B.Sm.